# یوسف آلتین‌تاش
یوسف آلتین‌تاش (انگلیسی: Yusuf Altıntaş؛ زادهٔ ۷ اوت ۱۹۶۱) بازیکن فوتبال اهل ترکیه است.
از باشگاه‌هایی که در آن بازی کرده‌است می‌توان به باشگاه فوتبال گالاتاسرای و باشگاه ورزشی کوکائلی اسپور اشاره کرد.
وی همچنین در تیم‌های ملی فوتبال جوانان ترکیه، زیر ۲۱ سال ترکیه، و ترکیه بازی کرده‌است.